# Jonction intercellulaire
 (novembre 2023).
Si vous disposez d'ouvrages ou d'articles de référence ou si vous connaissez des sites web de qualité traitant du thème abordé ici, merci de compléter l'article en donnant les références utiles à sa vérifiabilité et en les liant à la section « Notes et références ».
Dans les tissus animaux, les cellules voisines sont reliées entre elles par diverses structures qui assurent une cohérence de l'ensemble du tissu. Ces structures qui mettent en jeu deux cellules ou plus sont regroupées sous le terme générique de jonctions intercellulaires. Elles peuvent être ponctuelles (dispositif maculaire), ou former une ceinture autour de la cellule (dispositif zonulaire). Tout ce qui n'est pas bande ou cercle est le complexe FASCIA.

Représentation schématique.

Dans l'organisme, on trouve les types de jonctions suivantes :
- les jonctions communicantes : également appelées jonctions à trous ou lacunaires ou gap, elles sont impliquées dans le couplage métabolique et électrique de deux cellules adjacentes en permettant le passage de petites molécules ou ions entre leurs cytoplasmes. Elles sont constituées de deux connexons (1 connexon = assemblage de 6 connexines), un par cellule qui forment un canal de diamètre très petit, permettant ainsi une perméabilité sélective (ions, acides aminés, etc.) ;
- les jonctions d'ancrage : elles peuvent être maculaires (macula adhérence = jonction sous forme de disque) ou zonulaires (zonula adhérence = ceinture d'adhérence). Elles assurent la cohérence mécanique des tissus animaux en unissant les cellules adjacentes entre elles.
  - Il existe un autre type de jonction d'ancrage appelé hémidesmosome. Ceux-ci relient le cytosquelette (filaments intermédiaires) des cellules épithéliales à la matrice extracellulaire. Ce type de jonction est à distinguer des contacts focaux, qui sont quant à eux retrouvés dans toutes les cellules et qui relient les microfilaments d'actine à la matrice extracellulaire. Les contacts focaux résultent du couplage entre les fibres de stress (faisceaux large contractile de microfilaments d'actine) et des intégrines qui interviennent dans l'adhérence (cellule / matrice extracellulaire) via une interaction avec les fibronectines,
  - cohésion intercellulaire, grâce aux desmogléines, protéines transmembranaires formant entre elles des liaisons,
  - cohésion intracellulaire, grâce aux desmoplakines qui font le lien entre les filaments du cytosquelette et le desmosome ;
- les jonctions serrées rendent étanche l'espace intermembranaire entre deux cellules, en fusionnant le feuillet externe de chaque membrane plasmique. Lorsqu'on a une zonula occludens, les molécules du milieu extracellulaire ainsi que les protéines membranaires ne peuvent pas circuler d'un pôle à l'autre de la cellule ;
- les synapses transmettent l'influx nerveux d'un neurone à un autre ;
- la plaque motrice transmet l'influx nerveux d'un neurone à une cellule musculaire.